# Torguter
Torguter (mongoliska: Торгууд, ᠲᠤᠷᠭᠣᠣᠠ, Torguud, "väktare", förenklad kinesiska: 土尔扈特; traditionell kinesiska: 土爾扈特), är en mongolisk etnisk grupp som traditionellt har en nomadiserande livsstil.

## Historia
Torguternas ursprung är omdiskuterat. De kan ha ingått i den kejserliga armén till de stora khanerna före Kublai Khan men det är inte förrän i mitten av 1500-talet som de syns i de historiska källorna. Då omnämns de som ett av fyra oiratiska folk som hade bildat en allians. Denna allians, kallad de fyra oiraternas allians (engelska: the Alliance of the four Oirat Tribes), löstes upp under första halvan av 1600-talet och majoriteten av torguterna flyttade västerut under ledning av Kho Orluk till Volgaregionen där de slog sig ner runt 1630 och bildade kärnan till kalmuckerna. En mindre del torguter följde Toro Baikhu Gushi Khan (1582-1655) tillbaks österut till Qinghaisjön (Koke Nuur), i provinsen Quinghai, och blev en del av de så kallade övre mongolerna. År 1698 reste 500 torguter på pilgrimsfärd till Tibet men kunde inte återvända. Istället hänvisades de av Kangxikejsaren att bosätta sig vid Ejinfloden (även kallad Etsin gol/Edsen gol). År 1699 återvände 15 000 torgutfamiljer från Volgaregionen till Dzungariet där de förenades med i khoitserna, en annan oiratgrupp. Även denna allians upplöstes och en av prinsarna, Taiji Shyiren, flydde västerut tillbaks till Volgaregionen med 10 000 familjer år 1758.
Men det blev inte långvarigt eftersom de ryska myndigheterna motarbetade torguterna. De flesta återvände till Dzungariet 5 januari 1771 och kallades av de kinesiska myndigheterna de nya torguterna. Antalet torguter som flyttade från Volgaregionen har uppskattats till mellan 150 000 och 400 000 människor, med kanske så många som sex miljoner djur (nötkreatur, får, hästar, kameler och hundar). Alla dessa kom inte fram, många dog på vägen till följd av svält, törst och överfall. Cirka 85 000 överlevande kom fram till Dzungariet och Ejinfloden där de fick tillstånd av Qingkejsaren att bosätta sig men med villkoret att de gav upp sin nomadiska livsstil och istället ägnade sig åt jordbruk.

## Etymologi
Namnet Torghut kommer troligen från det mongoliska ordet "torog" som betyder "silke". Namnet "Torghut" har även översatts till "garde de jour". Namnet har enligt denna teori härletts till Djingis Khans vaktstyrka eller till 1100-talets keraiter.

## Gösta Montell och torguterna
Den svenske etnografen Gösta Montell deltog i Sven Hedins sista stora centralasiatiska expedition och besökte torguterna vid Ejinfloden 1930. Georg Söderbom blev en viktig medarbetare eftersom han kunde språken och kunde agera tolk. Under sommaren 1930 reste de runt i området och samlade in framför allt etnografiskt material från torguter. Dessa samlingar liksom ett stort antal fotografier finns idag på Etnografiska museet, Stockholm. Montell konstaterade att förutsättningarna att få torguterna att börja odla marken var i direkt konflikt med deras traditionella kultur. Han såg inga spår av odlingar och noterade att det enligt torguternas tro skulle störa jordandarna om man grävde i jorden. En man försörjde sig genom djurhållning och det var också så man bedömde en mans rikedom och status.